# پدرخوانده‌های توکیو
پدرخوانده‌های توکیو (به ژاپنی: 東京ゴッドファーザーズ Tōkyō Goddofāzāzu) فیلمی انیمه، در ژانر کمدی-درام به نویسندگی و کارگردانی ساتوشی کن در سال ۲۰۰۳ تولید شده که از محصولات استودیوی مدهاوس می‌باشد.

## داستان
داستان انیمه «پدرخوانده‌های توکیو» دربارهٔ سه بی‌خانمان است که در ایام کریسمس، نوزادی را در گوشهٔ شهر توکیو پیدا می‌کنند؛ یکی از آنها که فردی ترنس است و در آرزوی تشکیل خانواده می‌باشد، تصمیم می‌گیرد از این نوزاد مراقبت کرده و او را به خانواده‌اش برگرداند. این تصمیم آغاز یک ماجراجویی پردردسر برای این سه نفر می‌شود که طی آن با گذشتهٔ هر شخصیت و سرنوشت و زندگی آن‌ها آشنا می‌شویم.

## ساخت
ساتوشی کن از فیلم آمریکایی سه پدرخوانده محصول سال ۱۹۴۸ به کارگردانی جان فورد برای ساخت این فیلم الهام گرفت. پدرخوانده‌های توکیو حاوی هیچ عنصر فانتزی نیست و محتوای آن خطوط بین رؤیا و واقعیت را بررسی نمی‌کند، در عوض بیشتر بر پایه رئالیسم استوار است. با این حال، همان‌طور که در کارهای کن مرسوم است، داستان فیلم کاملاً ساده نیست و پیچیدگی‌هایی دارد. خود کن آن را یک داستان احساساتی پیچیده نامید.
از ویژگی‌های دیگر این اثر می‌توان به موقعیت‌های اتفاقی و تصادفی که در آن بسیار رخ می‌دهد، اشاره کرد که همان ترکیب «واقعیت» با «معجزه و شانس» می‌باشد.

## جایزه‌ها
- هفتمین جشنوارهٔ هنرهای رسانه‌ای ژاپن در سال ۲۰۰۳: برندهٔ Excellence Award در بخش بهترین پویانمایی‌[۳]
- جشنوارهٔ Mainichi Film Awards در سال ۲۰۰۴: برندهٔ جایزهٔ بهترین پویانمایی[۴][۵]
- سومین جشنوارهٔ Tokyo Anime Awards در سال ۲۰۰۴: برندهٔ جایزهٔ بهترین فیلم سینمایی[۶]